# 유전상담사
유전상담사(遺傳相談士)는 유전체검사결과나 유전질환정보를 알기 쉽게 제공, 질병 및 심리적·사회적 문제 등의 해결을 지원하는 직업인이다
유전상담사는 보건교육사 국가자격자의 직무영역의 일환으로 마치 금연상담(보건교육)사. 절주상담(보건교육)사. 체육운동상담(보건교육)사. 성상담(보건교육)사. 중독상담(보건교육)사….등이 금연상담사. 절주상담사. 체육운동상담사. 중독상담사 등 약칭으로 불리듯이 유전상담(보건교육)사를 약칭하여 <유전상담사>로 부르는데에서 유래한다.
보건교육사는 1995년 국민건강증진법의 제정과 2003년 개정으로 국회에서 보건의료인으로 신설한 국가자격이다. 국민건강증진법 제12조의2 자격규정과 동법 시행령 제17조의 직무규정, 동법 시행규칙 제8조 제3항의 규정으로 국민의 건강상태 및 생활습관을 분석하여 국민의 만성질환을 예방하고 보건과 건강증진사업을 수행하는 보건의료인력으로서 보건의료인력지원법률의 지원을 받는다.
보건교육사는 1급 2급 3급으로 나누어지며 보건복지부 장관이 매년 1회 시험을 주관하고 한국보건의료인국가시험원에서 시행한다. 보건교육사는 지역보건법에 따라서 보건소 필수인력이다. 보건교육사는 국민건강보험공단과 심사평가원등 기관에서 근무하며 병의원 및 보건의료시설등에서 근무한다.
이러한 보건교육사중에서 유전과 관련한 학과를 졸업하였거나 관련 교과를 이수한 경우에 대한보건교육사협회(www.ches.or.kr) 또는 산하 한국보건원(www.bogunone.com)에 교과 이수 증명원을 제출하고 관련과정을 연수하면 유전상담(보건교육)사 전문 이수증을 교부받는다.이들이 <유전상담사>이다.2년마다 보수교육 및 연수교육을 받아야 유전상담사 자격을 유지 할 수 있다.  
대한보건교육사협회는 국가보건의료인력인 보건교육사가 국민건강증진법 제12조의2 및 동법 시행령 제17조 및 동법 시행규칙 제8조 제3항의 규정에 따라 다양한 매체(건강검진자료 혈액검사자료 유전자검사자료 문지설문자료 등 )을 활용하여 개인•단체•집단의 질병예방과 건강증진 사업을 수행하여 왔음에 근거하여 유전상담(보건교육)을 보건교육사의 한 직무로 하기로 하고 2005년부터 협회 산하 교육기관에 전문과정을 개설하였는데 이를 이수한 보건교육사가 <유전상담사>라는 명칭으로 보건의료 현장에서 현재 활발히 활동하고 있다.  
유전상담사는 유전자연구기관 보건의료관련기관 병의원에 취업하여 휘귀질환과 관련된 유전상담사의 직무를 수행하거나 DTC( direct-to-consumers)에 있어 국가생명윤리정책원과 DTC인증기관등에서 주요 인력으로 활동 하고 있다. 또 보건기관 식품 화장품 헬스케어산업 보험회사 건기식품회사등 관련산업이 확장하면서 취업의 길이 다양화 되고 특히 보건복지부의 비의료건강관리서비스의 활성화에 따라 다양한 분야에서 활동한다.
더구나 근래에 있어 건강기능식품관련법률의 제정과 개정으로 <개인맞춤형건강기능식품>에 유전자정보가 활용됨으로서 개인맞춤형건강기능식품분야와 개인맞춤형건강관리 사업에  유전상담사의 기능과 역할이 기대된다고 하겠다. 
특히 보건교육사는 강사등 프리랜서로 활동하거나 또는 보건소등에 보건직 공무원으로 취업하기도 하지만 건강교실이나 건강체험관을 개설하여 개업사업자로도 활동하는데 유전상담(보건교육)사는 건강교실에 <유전상담실>을 개설하여 독립적으로 직무를 수행 하기도 한다